# Salón de la Fama del Reino Unido (música)
El desaparecido UK Hall of Fame (Salón de la fama del Reino Unido) honraba a músicos por su dilatada carrera en la música. Los miembros podían ser de cualquier nacionalidad. El UK Hall of Fame comenzó en 2004 con la inducción de cinco miembros de fundador y otros cinco miembros seleccionados por un televoto público, dos de cada una de las cinco pasadas décadas. En años siguientes, un panel de más de 60 periodistas y ejecutivos de la industria musical, decidían quien entraba en el UK Hall of Fame. El evento fue cancelado oficial y definitivamente en septiembre de 2008, por falta de financiación.

## Incluidos en 2004
Había cinco miembros de fundación, uno de cada década de los años 1950 a los años 1990:
- Elvis Presley
- The Beatles
- Bob Marley
- Madonna
- U2

Además, pidieron al público seleccionar un remoto acto de cada década, de cinco listas de diez candidatos. Los cinco miembros escogidos por el público en octubre de 2004 eran:
- Cliff Richard and The Shadows
- The Rolling Stones
- Queen
- Michael Jackson
- Robbie Williams

La lista completa de nominados:
- 1950s - Billie Holiday, Buddy Holly, Chuck Berry, Cliff Richard and The Shadows, Ella Fitzgerald, Frank Sinatra, Johnny Cash, Little Richard, Louis Armstrong y Miles Davis.
- 1960s - The Beach Boys, Aretha Franklin, Bob Dylan, Diana Ross y The Supremes, Rolling Stones, James Brown, Jimi Hendrix, The Kinks, Simon and Garfunkel y The Velvet Underground.
- 1970s - ABBA, The Bee Gees, The Clash, David Bowie, Elton John, Led Zeppelin, Pink Floyd, Queen, Sex Pistols y Stevie Wonder.
- 1980s - Bruce Springsteen, Beastie Boys, George Michael, Guns N' Roses, Joy Division, Michael Jackson, Prince, Public Enemy, R.E.M. y The Smiths.
- 1990s - Blur, Dr. Dre, Missy Elliott, Nirvana, Oasis, The Prodigy, Radiohead, Red Hot Chili Peppers, Robbie Williams y Spice Girls.

Chris Blackwell, el fundador de Island Records, socio honorario.

## Incluidos en 2005
En 2005 los elegidos fueron seleccionados por un panel de 60 personas de la industria musical:
- Eurythmics (elegido por Bob Geldof)
- Aretha Franklin
- Jimi Hendrix (elegido por Mitch Mitchell y Slash de Velvet Revolver)
- Bob Dylan (elegido por Woody Harrelson)
- Joy Division/New Order (elegido por el actor John Simm)
- The Who (elegido por Ray Davies de The Kinks)
- The Kinks (elegido por futbolista Geoff Hurst)
- Pink Floyd (elegido por Pete Townshend de The Who)
- Black Sabbath (elegido por Brian May de Queen)
- Ozzy Osbourne solo, (elegido por Angus Young de AC/DC)

El tardío DJ John Peel también ha sido hecho un miembro honorario (elegido por Damon Albarn de Blur).
El programa fue televisado en el Reino Unido. Posteriormente fue emitido en la cadena VH1 de Estados Unidos, sin el segmento de Joy Division/New Order. Posteriormente emitieron la versión completa en el canal VH1 Classic.

## Incluidos en 2006
En 2006 los elegidos fueron:
- James Brown (elegido por Jazzie B, interpretó 'I Got You (I Feel Good)')
- Led Zeppelin (elegido por Roger Taylor de Queen, Wolfmother interpretó Communication Breakdown como tributo)
- Rod Stewart (elegido por James Morrison, no pudo asistir y James interpretó The First Cut Is the Deepest / Do Ya Think I'm Sexy)
- Brian Wilson (elegido por David Gilmour de Pink Floyd, interpretó God Only Knows y Good Vibrations)
- Bon Jovi (elegido por Dave Stewart, interpretó Livin' on a Prayer, Wanted Dead or Alive e It's My Life)
- Prince (elegido por Beyoncé Knowles)
- Dusty Springfield (elegida por Joss Stone la cual interpretó Son of a Preacher Man)

También estuvieron presentes en la ceremonia Patti Labelle (elegido You Don't Have to Say You Love Me), Nona Hendryx, Tony Iommi (Black Sabbath), Wolfmother (interpretó Communication Breakdown), Jimmy Page (Led Zeppelin), Giles Martin, Dermot O'Leary (presentador) y Paul Gambaccini.
El acontecimiento tuvo una especial importancia por ser testigo de la última actuación de James Brown y la última aparición del cantante en televisión. Ya que murió pocos días después, el 25 de noviembre de 2006.
La ceremonia de entrega de 2006 tuvo lugar el 14 de noviembre de 2006 en Alexandra Palace, y fue televisada por Channel 4 del Reino Unido el 16 de noviembre. También fue televisada por el canal VH1 de Estados Unidos el 25 de noviembre.

## Cancelación
No hubo inducidos en 2007. Se anunció que en septiembre de 2008 Channel 4 cancelaba la ceremonia, en parte debido a la falta de financiación, y también debido a una brecha de dos años desde la última exposición ya que fue "demasiado largo".